# Hýskov
Hýskov je obec v okrese Beroun ve Středočeském kraji, 4 km severozápadně od Berouna. Leží v údolí řeky Berounky, na jejím levém břehu, uprostřed lesnaté krajiny. Obec má rozlohu 640 ha a žije zde přibližně 2 200 obyvatel.
Díky poloze v údolí Berounky, uprostřed lesnaté krajiny, je obec a její okolí vyhledávanou oblastí pro turistiku a rekreaci, zejména jako výchozí místo do CHKO Křivoklátsko.

## Historie
Na území Hýskova byly nalezeny nádoby s popelem ze starší doby bronzové. Později zde žili Keltové.
První písemná zpráva pochází z roku 1088. Ve středověku vedla vsí tzv. Královská cesta z hradu Karlštejn na Křivoklát.
| 1869 | 1880 | 1890 | 1900 | 1910 | 1921 | 1930 | 1950 | 1961 | 1970 | 1980 | 1991 | 2001 | 2011 |
| ---- | ---- | ---- | ---- | ---- | ---- | ---- | ---- | ---- | ---- | ---- | ---- | ---- | ---- |
| 1403 | 1562 | 1529 | 1872 | 1865 | 1630 | 1636 | 1295 | 1313 | 1272 | 1236 | 1192 | 1210 | 1582 |

V období existence socialistického Československa se zde nacházela společnost Prefa Hýskov, která vyráběla různé výrobky typu betonových skruží apod.

### Územněsprávní začlenění
Dějiny územněsprávního začleňování zahrnují období od roku 1850 do současnosti. V chronologickém přehledu je uvedena územně administrativní příslušnost obce v roce, kdy ke změně došlo:
- 1850 země česká, kraj Praha, politický okres Smíchov, soudní okres Beroun[5]
- 1855 země česká, kraj Praha, soudní okres Beroun
- 1868 země česká, politický okres Hořovice, soudní okres Beroun
- 1936 země česká, politický i soudní okres Beroun[6]
- 1939 země česká, Oberlandrat Kladno, politický i soudní okres Beroun[7]
- 1942 země česká, Oberlandrat Praha, politický i soudní okres Beroun[8]
- 1945 země česká, správní i soudní okres Beroun[9]
- 1949 Pražský kraj, okres Beroun[10]
- 1960 Středočeský kraj, okres Beroun
- 2003 Středočeský kraj, obec s rozšířenou působností Beroun

### Rok 1932
V obci Hýskov (přísl. Stará Huť nad Berounkou, 1636 obyvatel) byly v roce 1932 evidovány tyto živnosti a obchody: lékař, elektroinstalace, 3 holiči, 3 hostince, hotel U nádraží, 2 kapelníci, kolář, 2 kováři, 2 krejčí, obchod s kůžemi, mlýn, obuvník, 3 pekaři, pokrývač, porodní asistentka, povozník, 2 rolníci, 4 řezníci, 9 obchodů se smíšeným zbožím, spořitelní a záložní spolek pro Hýskov, výroba svěráků, švadlena, 3 trafiky, trhovec, 2 truhláři, železárna.

## Části obce
V letech 1869–1890 k obci patřila Zdejcina.

## Památky
- Kostel Narození Panny Marie

## Slavní rodáci
- František Nepil (1929–1995), spisovatel
- MUDr. Josef Štýbr (1864–1938), lékař a překladatel
- Antonín Řehoř-Hýskovský (1875–1938), český redaktor a dramatik

## Doprava
Dopravní síť
- Pozemní komunikace – Obcí prochází silnice II/116 Beroun - Nižbor - Lány.
- Železnice – Obec leží na železniční trati 174 Beroun - Rakovník. Je to jednokolejná celostátní trať, doprava na ní byla zahájena roku 1876.

Veřejná doprava 2011
- Autobusová doprava – V obci měla zastávky autobusová linka Králův Dvůr-Beroun-Nižbor-Žloukovice (denně mnoho spojů) (dopravce PROBO BUS, a. s.).
- Železniční doprava – Železniční stanicí Hýskov projíždělo v pracovních dnech 12 párů osobních vlaků, o víkendu 10 párů osobních vlaků.

## Galerie

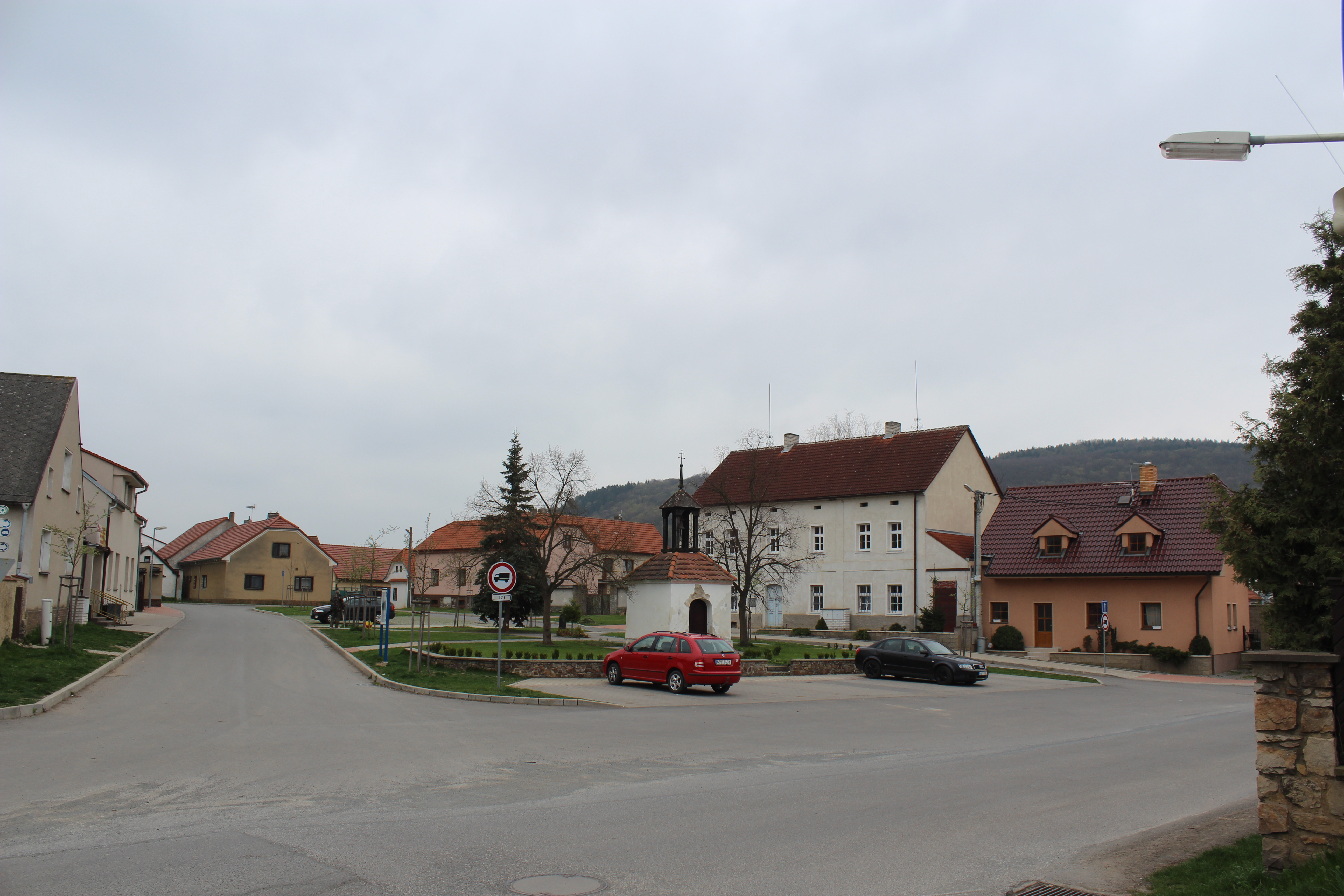
Náměstí 5. května
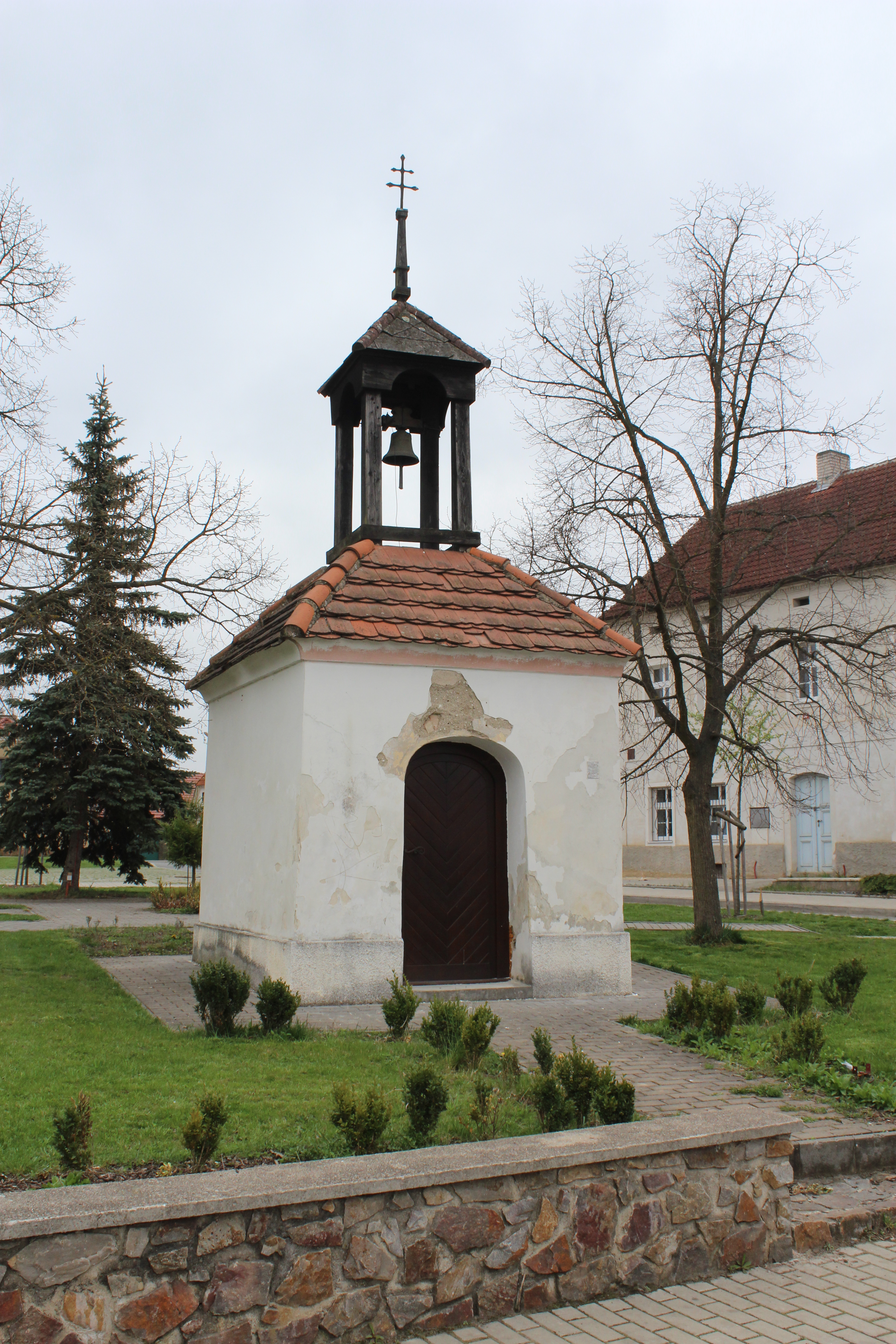
Kaplička na náměstí
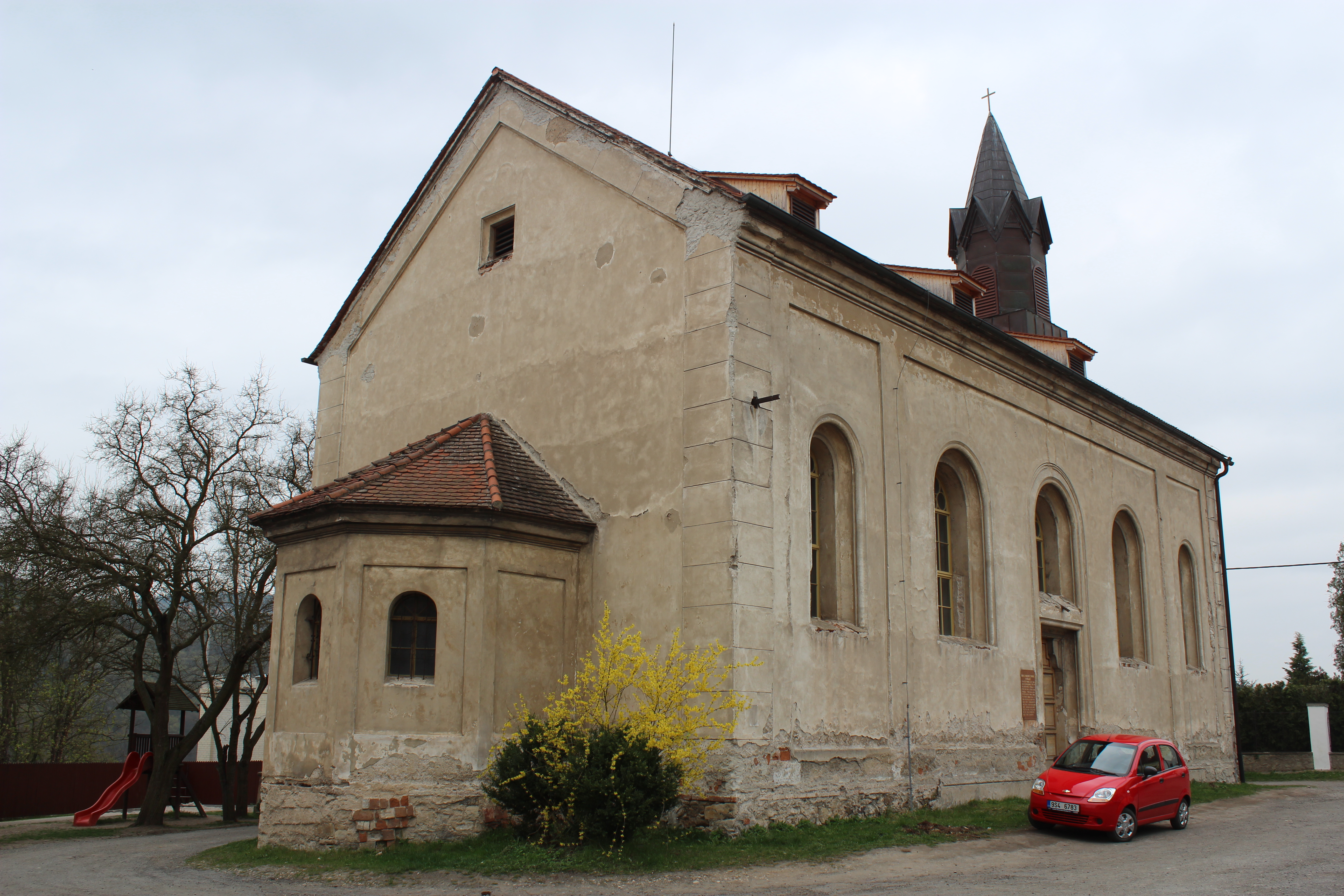
Kostel Panny Marie
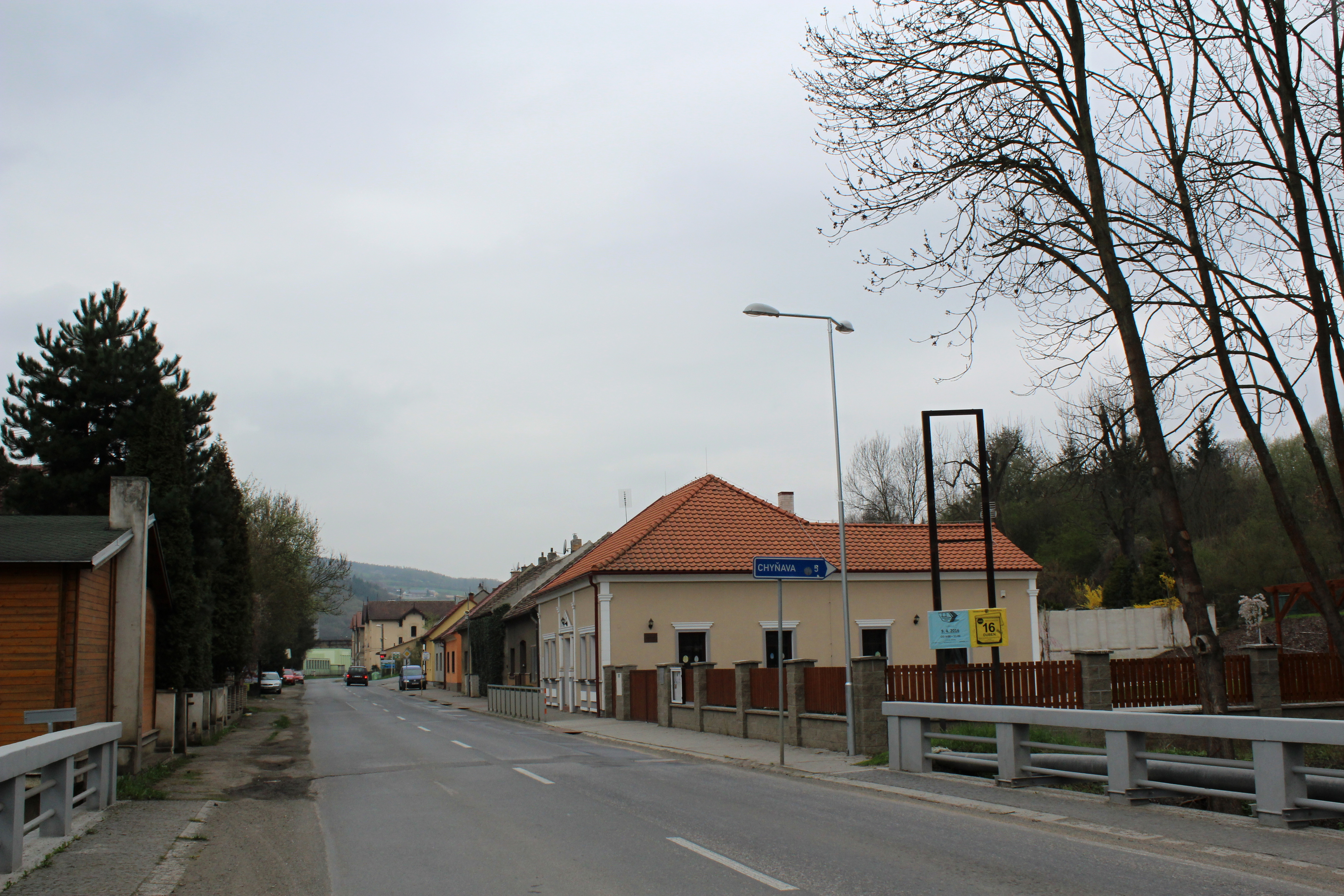
Ulice Na Krétě s rodným domem Františka Nepila
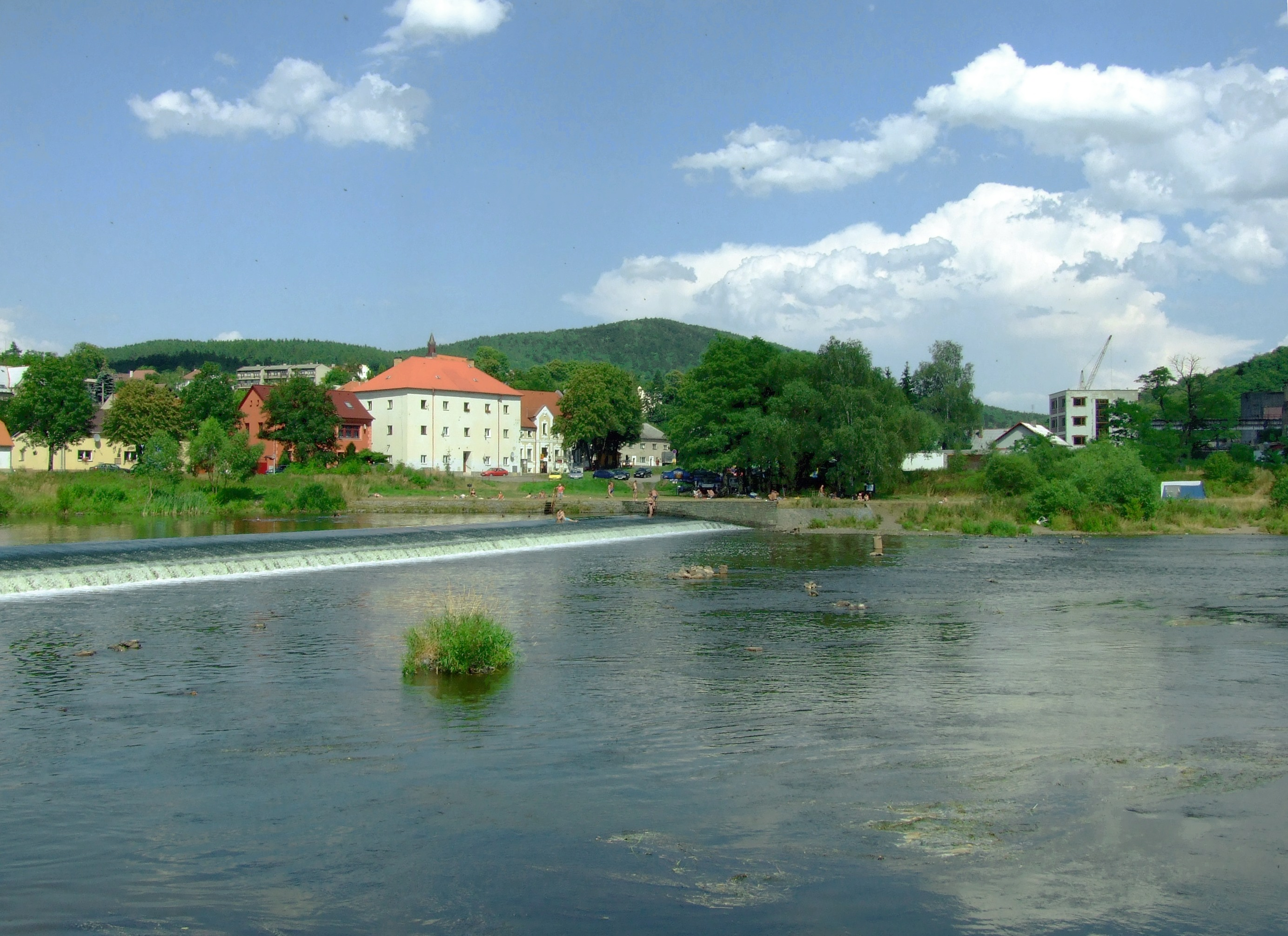
Jez na Berounce
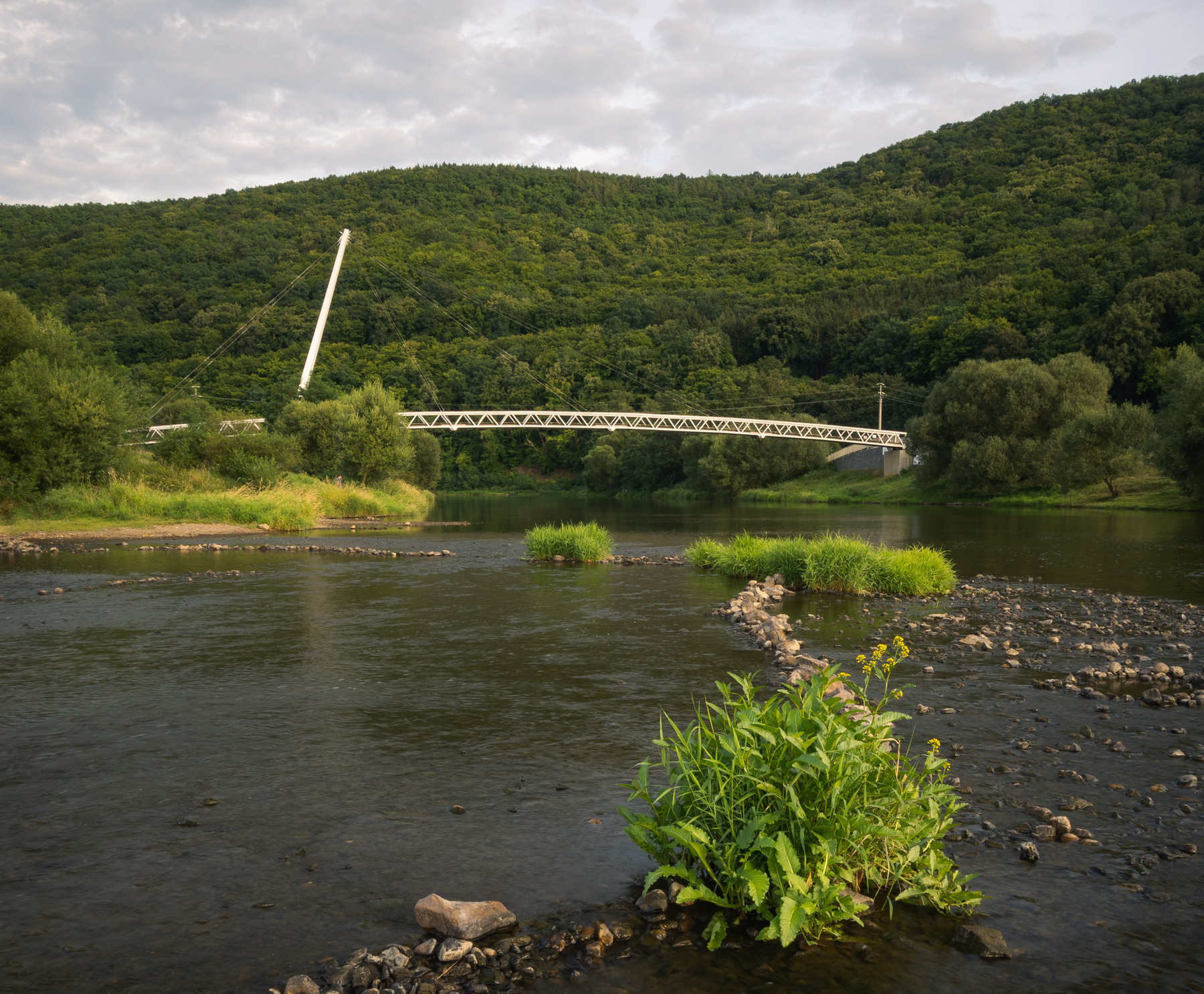
Lávka přes Berounku